# Kamienica Mieczysława Broniewskiego w Warszawie
Kamienica Mieczysława Broniewskiego – kamienica znajdująca się na warszawskim Mokotowie, przy ul. Narbutta 22.

## Opis
Budynek projektu Antoniego Jawornickiego został wzniesiony w 1938. Styl budynku to funkcjonalizm, posiada on jednak bramę oraz balustrady w stylu art déco oraz elementy inspirowane barokiem. Charakterystycznym elementem budynku są głębokie, „falujące“ loggie oraz bulaje. Elewacja na poziomie parteru wyłożona jest ciemnym klinkierem, a powyżej piaskowcem.
Mimo iż budynek nie odniósł większych zniszczeń w czasie II wojny światowej, od strony podwórza wciąż widoczne są ślady po kulach.